# Lumen Poloniae
Lumen Poloniae – periodyk naukowy publikowany przez Wyższą Szkołę Finansów i Zarządzania w Warszawie. Wydawane jest od roku 2007. Redaktorem naczelnym jest dr hab. Bronisław Burlikowski.
Lumen Poloniae znajduje się w wykazie czasopism naukowych polskich i zagranicznych prowadzonym przez Ministerstwo Nauki i Szkolnictwa Wyższego dla potrzeb oceny parametrycznej jednostek naukowych z przyznaną liczbą dwóch punktów.

## Zawartość tematyczna
- artykuły naukowe prezentujące różne aspekty współczesnej filozofii;
- recenzje i noty z książek dotyczących filozofii polskiej;
- różne aspekty kultury narodowej;
- opracowania okresów rozwoju polskiej filozofii i myśli społecznej;
- materiały bio-bibliograficzne.